# Marc Livi Salinàtor
Marc Livi Salinàtor (llatí: Marcus Livius M. f. M. n. Salinator) va ser un magistrat romà del segle iii aC. Formava part de la gens Lívia, una gens romana d'origen plebeu.

## Primer consolat
Encara no havia adquirit el cognom Salinator quan va ser elegit cònsol l'any 219 aC juntament amb Luci Emili Paulus. Tots dos cònsols van ser enviats contra els il·liris revoltats sota la direcció de Demetri de Faros i els van derrotar fàcilment. Van sotmetre les fortaleses de Demetri que va haver de fugir al Regne de Macedònia, sota la protecció de Filip V. Polibi atribueix la victòria només a Emili Paulus, però la guerra va ser conduïda pels dos cònsols, encara que Salinàtor devia tenir un paper subordinat. Al seu retorn a Roma Livi i Paulus van obtenir els honors del triomf, però van ser encausats immediatament per no haver dividit el botí adequadament entre els soldats. Paulus se'n va lliurar fugint, però Livi va ser condemnat, 34 tribus van votar a favor de la condemna i només una en contra, sentencia que es creu que va ser injusta i que va afectar moralment molt a Livi Salinàtor. Es va retirar a la vida privada durant uns anys.

## Segon consolat
Els desastres enfront dels cartaginesos els anys següents, van aconsellar fer-lo tornar l'any 210 aC, quan el senat va considerar imprescindible la col·laboració de tots els ciutadans. Va tornar a la ciutat mostrant la seva rancúnia, amb la roba desendreçada i amb la barba i els cabells llargs. Però els censors el van obligar a tornar al seu lloc al senat. Es va negar a parlar i va restar en silenci durant dos anys fins que el 208 aC va sortir en defensa del seu parent Marc Livi Macat. Aquest mateix any va ser escollit cònsol pel 207 aC junt amb Gai Claudi Neró. Livi era l'únic general plebeu però va refusar l'elecció, al·legant que "Si el consideraven un home bo, per què l'havien condemnat com un home dolent? I si l'havien condemnat amb justícia, per què el consideraven digne d'un segon consolat?". Fins que finalment, molt pressionat, va acceptar, però ara el problema era la seva enemistat personal amb Claudi Neró i per aconseguir una actuació eficaç el senat va provar de reconciliar-los, i al final Livi hi va consentir. El sorteig va decidir enviar a Livi al nord contra Àsdrubal Barca i a Claudi Neró al sud contra Hanníbal. Quan Àsdrubal es dirigia al sud, va ser interceptat per Neró que va poder reunir les seves forces amb les de Livi acampades a la vora del riu Sena. Els cònsols van provar de donar batalla que Àsdrubal va refusar en veure la unió de les forces dels dos cònsols i es va retirar a Ariminium. Finalment, perseguit, va haver de combatre al Metaure on va ser derrotat i mort.
Els dos cònsols van retornar a Roma en triomf amb preferència per Livi, ja que la batalla s'havia produït al seu territori, encara que l'opinió general atribuïa la victòria a Claudi Neró. Per aquesta victòria Livi va dedicar un temple a Juventa que va ser consagrat 16 anys després.

## Dictador i censor
L'any 207 aC Livi va ser nomenat dictador per celebrar el comicis. L'any següent, el 206 aC va ser destinat a Etrúria com a procònsol amb dues legions i el seu imperium va ser prorrogat per dos anys successius més. Cap a finals del 205 aC va avançar des d'Etrúria cap a la Gàl·lia Cisalpina per donar suport al pretor Espuri Lucreci que lluitava contra Magó Barca, que havia desembarcat a Ligúria. Van tenir èxit, i van tancar Magó a Ligúria durant dos o tres anys.
L'any 204 aC va ser censor junt amb el seu antic enemic Gai Claudi Neró i es van enfrontar diverses vegades i al final del període cadascun va rebaixar a l'altra a la condició d'erari. Livi a més a més va rebaixar a la condició d'eraris als membres de totes les tribus que havien votat en contra seva l'any 218 aC, i només se'n va lliurar la tribu Mècia, que havia votat a favor seu. Aquesta actuació va obligar el tribú de la plebs Gneu Bebi Tàmfil a presentar una acusació contra els dos censors, però la persecució es va tancar a instància del senat que volia mantenir la dignitat de la censura pel damunt dels càstigs individuals.
Durant la seva censura Marc Livi va establir una taxa per la sal i per això va ser conegut com a Salinator, potser com a burla, però després es va convertir en un cognomen hereditari.